# Хирш, Эмиль Густав
Эмиль Густав Хирш (англ. Emil Gustav Hirsch; 1851—1923) — раввин и профессор по кафедре иудейской литературы и философии Чикагского университета.

## Биография
Эмиль Густав Хирш родился 22 мая 1851 года в Великом герцогстве Люксембургском в семье иудейского религиозного деятеля Самуэля Хирша. Образование получил в Пенсильванском университете и епископской академии в Филадельфии, где его отец Самуэль Хирш состоял раввином реформированной конгрегации Kenesseth Israel.
В 1872 году Хирш отправился в Германию для продолжения образования. Возвратившись в Соединённые Штаты Америки, Хирш был сначала избран раввином конгрегации Har-Sinai в Балтиморе (1877), а в 1880 году Хирш занял пост раввина в Чикаго (конгрегация Sinai).
С 1880 года Э. Г. Хирш издавал «Zeitgeist» в Милуоки, «The Reformer» в Нью-Йорке, затем «The Reformer Advocate».
В 1888 году Эмиль Густав Хирш был назначен президентом Чикагской публичной библиотеки (до 1897 года), а с 1892 года занимал в университете кафедру раввинской литературы и философии.
Хирш был очень красноречивым оратором и деятельным сотрудником ряда еврейских журналов. Он всегда выступаел сторонником празднования воскресенья вместо субботы, но, с другой стороны, понимая все трудности, с которыми сопряжено введение такой коренной реформы, обыкновенно проповедовал по субботам в чикагском Temple Israel. Его позицию по переносу субботы на воскресенье подвергали критике даже убеждённые реформаторы, так Нью-Йоркский раввин Густав Готгейль называл эту идею «лжеучением, недостойным еврейского проповедника».
Хиршу принадлежит несколько монографий по Библии, теологии и социологии, а также многочисленные статьи в Jewish Encyclopedia.
Эмиль Густав Хирш умер 7 января 1923 года в США.